# Kladovo

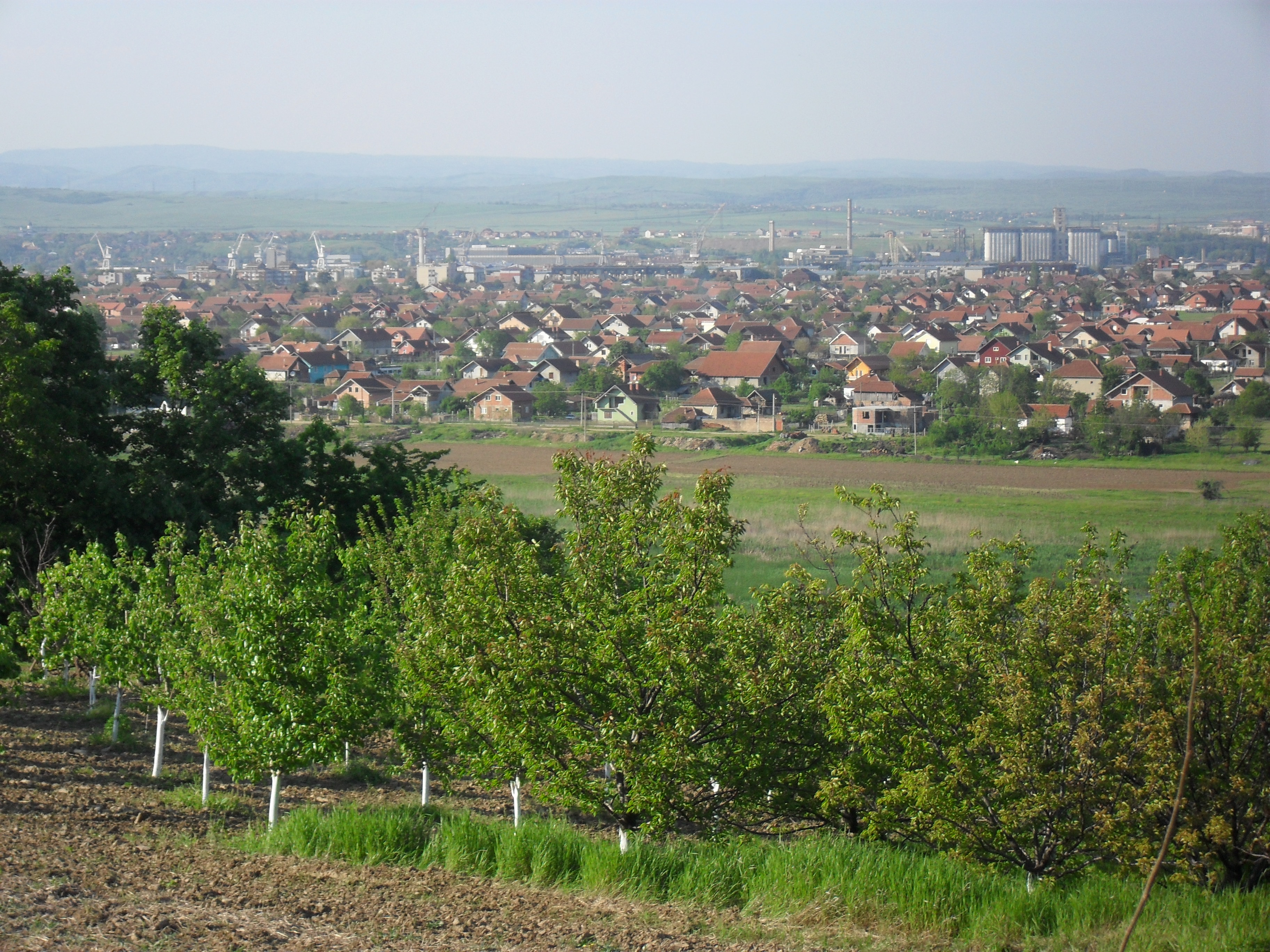
Pohled na město

Kladovo (v srbské cyrilici Кладово, rumunsky Cladova) je město ve východním Srbsku, v Borském okruhu. V roce 2011 mělo 8913 obyvatel. Opština Kladovo má 20 635 obyvatel. Město se rozkládá na bývalém dunajském ostrově (na sever od města se nachází Dunaj, na jih zasypané rameno řeky). Přes řeku se z rumunské strany nachází město Drobeta-Turnu Severin. 5 km od Kladova po proudu Dunaje směřoval přes řeku na území dnešního Rumunska v dobách existence Římské říše Trajánův most.
Název města je nejasného původu. Podle různých teorií může být keltského původu, může ale pocházet i od slova kláda.
První písemná zmínka o Kladovu pochází z roku 1596. V jednom rakouském vojenském dokumentu byl zaznamenán útok vlašských zbojníků na město.
V roce 1699 navštívil Kladovo turecký cestovatel Evlija Čelebi. Zaznamenal, že většina obyvatel jsou Slované a muslimové, a že v něm žije také menší skupina Vlachů. Zdokumentoval, že jihovýchodně od pevnosti leží menší sídlo se čtyřmi muslimskými modlitebnami. V roce 1839 popisoval Joakim Vujić Kladovo jako sídlo se sedmdesáti domy a čtyřmi sty obyvateli. Místní pevnost (Fetislam) byla jednou z několika, které během období existence autonomního srbského knížectví měly tureckou posádku. Roku 1867 předali Turci Kladovo (včetně pevnosti) do srbských rukou.
V meziválečném období bylo město součástí Moravské bánoviny.
Výstavba přehrady na Dunaji znamenala pro Kladovo ohromný zlom. Město nebylo zaplaveno Dunajem, jako řada sídel (protože přehrada vznikla proti proudu), nová elektrárna nicméně přilákala řadu pracovníků a centrum Kladova bylo přestavěno do podoby malého města. Vznikly bytové bloky, které zaplnily prostor mezi břehem Dunaje a staršími chalupami.
V dobách existence socialistické Jugoslávie se v Kladovu rozvíjel textilní průmysl. Opravárny lodí byly rozšířeny na loděnici, která těžce strádala během mezinárodních sankcí, uvalených v 90. letech 20. století na SRJ. V 70. a 80. letech 20. století byly časté pokusy o útěk z Rumunska do Jugoslávie (a dále do zemí Západní Evropy) právě přes Kladovo (a přes Dunaj).
Ve městě leží archeologické muzeum Đerdapu.
Kladovo má vlastní zdravotní centrum a sportovní centrum (Jezero), umístěné blízko dvou umělých jezírek a místního parku.